# Американски женшен
Американският женшен (Panax quinquefolius) е вид тревисто многогодишно растение от семейство Araliaceae. Видът е световно застрашен, със статут уязвим.

## Разпространение
Видът е разпространен в източната част на Северна Америка, макар че се отглежда и в Китай.